# (5096) Luzin
(5096) Luzin est un astéroïde de la ceinture principale.

## Description
(5096) Luzin est un astéroïde de la ceinture principale. Il fut découvert le 5 septembre 1983 à Naoutchnyï par Lioudmila Jouravliova. Il présente une orbite caractérisée par un demi-grand axe de 2,35 UA, une excentricité de 0,15 et une inclinaison de 7,3° par rapport à l'écliptique.

## Compléments